# Pretty Guardian Sailor Moon Cosmos: The Movie
Pretty Guardian Sailor Moon Cosmos: The Movie (劇場版「美少女戦士セーラームーンCosmosコスモス」 Gekijōban Bishōjo Senshi Sērā Mūn Cosmosu?), conocida popularmente como Sailor Moon Cosmos, es una película japonesa de anime de fantasía de dos partes, estrenada el mes de junio de 2023. La cinta está basada en el arco Shadow Galactica del manga Sailor Moon de Naoko Takeuchi, que sirve como una continuación directa y una "quinta temporada" para la serie de anime Sailor Moon Crystal.
La película está dirigida por Tomoya Takahashi, escrita por Kazuyuki Fudeyasu, supervisada por Naoko Takeuchi y producida por Toei Animation y Studio Deen en colaboración con 20th Century Studios y distribuida en Japón por Toei Company, en América del Norte por Paramount Pictures e internacionalmente por Walt Disney Studios Motion Pictures. El primer film se estrenó el 9 de junio de 2023 y la segunda el 30 de junio de 2023.

## Argumento

### Parte 1

#### Las Star Lights
Meses después de derrotar al Circo Dead Moon, Usagi Tsukino y sus amigas continúan viviendo vidas pacíficas como estudiantes de secundaria en el distrito Azabu-Jūban de Minato, Tokio. Mamoru Chiba, el novio de Usagi, planea estudiar en el extranjero, en Estados Unidos. En el aeropuerto, Mamoru le da un anillo a Usagi, pero antes de que pueda proponerle matrimonio es asesinado repentinamente por la misteriosa Sailor Galaxia, quien roba su Cristal Dorado y desaparece. Incapaz de comprender la muerte de Mamoru, Usagi cree que abordó su avión y se fue. Después de despedirse de su futura hija Chibiusa, mientras regresa al siglo 30, Usagi y sus amigas asisten a un concierto encabezado por el popular grupo de idols las "Three Lights", compuesto por Kō Seiya, Kō Taiki y Kō Yaten. Durante el concierto, Sailor Iron Mouse, una Sailor Animamate y miembro de Shadow Galactica, un imperio gobernado por Sailor Galaxia y que se dedica a robar los Cristales Sailor en toda la galaxia, ataca. Las Eternal Sailor Guardians son salvadas por las Sailor Starlights, un trío de Sailor Guardians de otro sistema estelar. Se dan cuenta de que las Starlights son las "Three Lights", pero no están seguros de sus motivos. Mientras tanto, una misteriosa niña llamada Chibi-Chibi llega a la casa de Usagi, y Usagi y sus amigas creen que puede estar relacionada con Chibiusa y aceptan su presencia.
Usagi se decepciona cuando no tiene noticias de Mamoru, y se sorprende cuando las "Three Lights" se inscriben en su escuela secundaria. Al conocer a Seiya, se entera de que las Starlights están buscando a su princesa, que huyó a la Tierra cuando Galaxia atacó su planeta. Son emboscadas por Sailor Aluminium Siren, quien logra matar a Eternal Sailor Jupiter y Eternal Sailor Mercury y tomar sus Cristales Sailor, antes de ser derrotada por las Starlights. 

#### Las Sailor Anima Mates y Sailor Galaxia
Mientras Usagi es consolada por Chibi-Chibi, Minako y Rei deciden enfrentarse a las Starlights para averiguar sus motivos, y después, se enfrentan a otra atacante, Sailor Lead Crow. Lead Crow mata a Phobos y Deimos, revelando que las Sailor Animamates son supervivientes de planetas destruidos por Galaxia a quienes se les han otorgado los poderes de Sailor Guardians. Eternal Sailor Moon la derrota, pero Eternal Sailor Venus y Eternal Sailor Mars son asesinadas por Galaxia y sus cristales son robados. Sus muertes hacen que Usagi recuerde la verdad de la muerte de Mamoru. En el siglo 30, Chibiusa se da cuenta de las distorsiones del tiempo que afectan al futuro, pero su madre Neo-Reina Serenity le dice que se quede. 

#### El origen
En el presente, las Starlights notan un quemador de incienso en posesión de Chibi-Chibi y descubren que alberga a su princesa, la princesa Kakyuu. Ella emerge, después de haber curado su cuerpo, y revela que Chibi-Chibi también es una Sailor Guardian. Otra de las Sailor Animamates, Sailor Tin Nyanko, ataca a Usagi, hiriendo gravemente a Luna, Artemis y Diana. Son rescatados por las Starlights, que llevan a Usagi a conocer a la princesa Kakyuu. Kakyuu le advierte a Usagi que Sailor Galaxia busca controlar la galaxia obteniendo los Cristales Sailor, especialmente el Cristal de Plata de Usagi. En su camino a casa, Usagi se encuentra con Galaxia, quien la ataca y la abruma, pero la intervención de Chibi-Chibi obliga a Galaxia a retirarse. En su palacio, Galaxia reflexiona sobre la búsqueda de una estrella digna de su poder y el descubrimiento de Chaos, una inmensa encarnación del mal en el centro de la galaxia.
Usagi decide enfrentarse a Galaxia para recuperar los Cristales Sailor de sus amigas y el Cristal Dorado de Mamoru y devolverlos a la vida. Preocupada de que Eternal Sailor Uranus, Eternal Sailor Neptune, Eternal Sailor Pluto y Eternal Sailor Saturn, que se han ido a sus respectivas bases, puedan estar en peligro, le pide ayuda a Kakyuu y a las Starlights.

### Parte 2

#### El río del olvido
Neo-Reina Serenity le revela a Chibiusa que las Eternal Sailor Guardians están siendo asesinadas en el pasado. Chibiusa, junto con el Cuarteto Sailor, se transforma para ir a ayudar a Eternal Sailor Moon. Eternal Sailor Moon, Kakyuu, las Starlights y Chibi-Chibi viajan a las respectivas bases de las Outer Guardians, pero se enteran de que ya han sido asesinadas. Se dirigen a la base de Galaxia y se encuentran con Sailor Lethe y Mnemosyne. Lethe mata a Luna, Artemis y Diana, culpando al Cristal de Plata por causar conflictos, ya que ella y Mnemosyne se unieron a regañadientes a Galaxia después de que ella destruyera sus planetas. Mnemosyne evita que Lethe mate a Eternal Sailor Moon, pero Eternal Sailor Moon le pide a Lethe que la mate si realmente traerá paz a la galaxia. Lethe, sorprendida por su seriedad, cede, pero los secuaces de Galaxia, Sailor Phi y Chi, aparecen y matan a Lethe y Mnemosyne por su desobediencia antes de matar también a las Starlights.

#### En la antesala del palacio de Sailor Galaxia
Después de convencer a Kakyuu de que pueden traer de vuelta a las Starlights recuperando sus Cristales Sailor, son emboscadas por la última de las Animamates, Sailor Heavy Metal Papillon, pero son salvadas por la repentina llegada de Eternal Sailor Chibi Moon y el Cuarteto Sailor. Eternal Sailor Moon se reúne con Eternal Sailor Chibi Moon, quien asume que Eternal Sailor Moon los teletransportó a ella, pero tanto ella como Kakyuu dicen que no fueron ellas, dejándolas especular si fue Chibi-Chibi.
Sailor Phi y Chi aparecen de nuevo y son derrotadas, pero Kakyuu es herida de muerte durante la batalla. De repente son atacadas por las Eternal Sailor Guardians revividas y Tuxedo Mask. El Cuarteto Sailor es incapacitado y Chibi-Chibi le pide a Eternal Sailor Chibi Moon que no interfiera, lo que hace que se pregunte quién es realmente Chibi-Chibi. A regañadientes, Eternal Sailor Moon derrota a sus amigas y llega a los aposentos de Galaxia, donde luchan. 

#### Batalla final y el destino del Mundo
Galaxia huye al verdadero centro de la galaxia: el Caldero Galáctico, la fuente de toda la vida en la Vía Láctea. Ella arroja los Cristales Sailor y a Tuxedo Mask al Caldero, borrándolos de la existencia, y por lo tanto, a Eternal Sailor Chibi Moon. Al hacerlo, espera que los poderes de Eternal Sailor Moon se sobrecarguen de dolor y destruyan a Chaos, que acecha en el Caldero, dejándola así como la única gobernante de la galaxia. Chaos se fusiona con el Caldero y hiere a Galaxia, planeando tomar el Cristal de Plata y gobernar la galaxia. Revela que todos los enemigos anteriores de Eternal Sailor Moon eran encarnaciones de sí mismo, y que la luz y la oscuridad nacieron del Caldero.
Galaxia se da cuenta de la inutilidad de su plan y Eternal Sailor Moon se desespera porque todo lo que ama se ha ido. Contemplan si la victoria de Chaos traerá una paz duradera a la galaxia, pero Chibi-Chibi le pide a Eternal Sailor Moon que destruya a Chaos destruyendo el Caldero. Eternal Sailor Moon protesta, ya que destruir el Caldero evitará que nazca nueva vida en la galaxia. Chibi-Chibi revela que la galaxia se librará de interminables batallas futuras entre la luz y la oscuridad si destruye el Caldero ahora. Galaxia postula que aún podría aparecer nueva vida en otros lugares y dar lugar a conflictos nuevamente. Eternal Sailor Moon se siente alentada por esto, dándose cuenta de que la vida siempre incluirá tanto la alegría como la tristeza. Galaxia está asombrada por Eternal Sailor Moon, pero sus brazaletes se rompen y muere. Eternal Sailor Moon le pide a Chibi-Chibi que no pierda la esperanza, y Chibi-Chibi revela su verdadera forma: Sailor Cosmos. Eternal Sailor Moon se sumerge en el Caldero, llamando a todos los Cristales Sailor en el Caldero para que le presten su poder. Chaos es derrotado y se derrite en el Caldero junto con Eternal Sailor Moon.
El Caldero reinicia y revitaliza los Cristales Sailor, devolviéndolos a sus planetas de origen. Sailor Cosmos le informa al Cuarteto Sailor revivido que esta restauración es el "Poder Lambda" de todos los Cristales Sailor que se unen para formar el Cristal Cosmos. El Cuarteto se pregunta si ella es una forma futura de Eternal Sailor Moon, y ella confirma que es de un futuro lejano. Ella explica que en su tiempo, Chaos resurgió como la imbatible Sailor Chaos. Cosmos huyó al pasado, creyendo que podría evitar las devastadoras pérdidas de la batalla guiando a su yo del pasado para destruir el Caldero antes de que surgiera Sailor Chaos. Sin embargo, el último acto de coraje de Eternal Sailor Moon ha restaurado su determinación de seguir luchando. Regresa al Cuarteto Sailor al siglo 30 antes de regresar a su propio tiempo. Dentro del Caldero, Usagi se reúne con Mamoru, sus amigos y Chibiusa, quien regresa a su propio tiempo. El guardián del Caldero, Guardian Cosmos, aparece y le pregunta a Usagi si desea comenzar una nueva vida para todos ellos, pero ella desea que continúen con sus vidas actuales. El guardián del Caldero, Guardian Cosmos, los envía de regreso a la Tierra, informándole que Chaos se ha ido, pero que algún día puede resurgir. En la Tierra, Usagi se reúne con su familia y Luna.
En algún momento en el futuro, Mamoru y Usagi se casan, prometiendose fidelidad el uno al otro, a sus amigos y su misión de proteger la Tierra. Mamoru reflexiona que incluso si todos desaparecen algún día, Eternal Sailor Moon brillará para siempre como la estrella más brillante y hermosa.

## Actores de voz[3][4]

### Elenco Principal
- Kotono Mitsuishi como Eternal Sailor Moon/Usagi Tsukino y la Neo-Reina Serenity
- Hisako Kanemoto como Eternal Sailor Mercury/Ami Mizuno
- Rina Satō como Eternal Sailor Mars/Rei Hino
- Ami Koshimizu como Eternal Sailor Jupiter/Makoto Kino
- Shizuka Itō como Eternal Sailor Venus/Minako Aino
- Yukiyo Fujii como Eternal Sailor Saturn/Hotaru Tomoe
- Junko Minagawa como Eternal Sailor Uranus/Haruka Ten'ō
- Sayaka Ohara como Eternal Sailor Neptune/Michiru Kaiō
- Ai Maeda como Eternal Sailor Pluto/Setsuna Meiō
- Marina Inoue como Sailor Star Fighter/Seiya Kou
- Ayane Sakura como Sailor Star Healer/Yaten Kou
- Saori Hayami como Sailor Star Maker/Taiki Kou
- Nana Mizuki como Sailor Kakyū/La Princesa Kakyū
- Ryō Hirohashi como Luna
- Taishi Murata como Artemis
- Shoko Nakagawa como Diana
- Misato Fukuen como Eternal Sailor Chibi Moon/Chibiusa Tsukino
- Keiko Kitagawa como Sailor Cosmos y Guardiana Cosmos
- Reina Ueda como Sailor Ceres
- Sumire Morohoshi como Sailor Pallas
- Yūko Hara como Sailor Juno
- Rie Takahashi como Sailor Vesta
- Mitsuki Saiga como Chaos
- Megumi Hayashibara como Sailor Galaxia
- Fumie Mizusawa como Sailor Phi
- Yuka Komatsu como Sailor Chi
- Shiori Mikami como Sailor Lethe
- Kanae Itō como Sailor Mnemosyne
- Haruka Kudō como Sailor Heavy Metal Papillon
- Mariya Ise como Sailor Tin Nyanko
- Yōko Hikasa como Sailor Lead Crow
- Ayumu Murase como Sailor Aluminum Siren
- Sena Koizumi como Sailor Iron Mouse
- Kenji Nojima como Tuxedo Mask/Mamoru Chiba y el Rey Endymion

### Elenco Secundario
- Wakana Yamazaki como Ikuko Tsukino
- Mitsuaki Madono como Kenji Tsukino
- Seira Ryū como Shingo Tsukino
- Daisuke Sakaguchi como Ittou Asanuma
- Kanami Taguchi como Phobos
- Aya Yamane como Deimos
- Tsubasa Yonaga como Saphir Azul
- Hiroshi Iwasaki como Fantasma de la Muerte / Gran Sabio

## Producción

### Desarrollo
Se insinuó una secuela al final de la segunda película durante su estreno en cines japoneses, con una línea en inglés, "Continuará..." El 28 de abril de 2022, durante la transmisión en vivo del 30 aniversario de "Sailor Moon", se anunció la secuela que cubre el arco del manga "Estrellas" como una película de dos partes, titulada Pretty Guardian Sailor Moon Cosmos The Movie que está prevista a estrenarse en 2023. Luego del anuncio del tráiler Kotono Mitsuishi reveló que el elenco japonés de Sailor Moon Eternal volvería para la secuela y ya habían grabado sus diálogos para la primera parte.
Al igual que Eternal, esta es una producción conjunta entre Toei Animation y Studio Deen con personal de la previa entrega volviendo para esta adaptación. La autora original Naoko Takeuchi es la jefa de supervision como lo hizo para Sailor Moon Eternal. Kazuko Tadano, la directora de arte, and Kazuyuki Fudeyasu, guionista, regresan también. La película tiene un nuevo director Tomoya Takahashi reemplazando a Chiaki Kon quien dirigió Eternal y la tercera temporada de Sailor Moon Crystal.

### Música
Yasuharu Takanashi, quien compuso la música para la serie de Sailor Moon Crystal, regresó para componer la banda sonora de Cosmos. La canción principal, Moon Flower (Tsuki no Hana), es interpretada por Daoko.
La canción Nagareboshi He (hacía la estrella fugaz) interpretada por el grupo ficticio Three Lights en la serie, formará parte de la banda sonora de esta producción. Originalmente escrita por Takeuchi la canción ya había sido parte de la banda sonora remasterizado de Sailor Moon Stars.

## Lanzamiento
La película es distribuida en Japón por Toei Company LTD. La primera película se estrenó en los cines japoneses el 9 de junio de 2023, la segunda parte se estrenó el 30 de junio de 2023. El Blu-ray y DVD japonés se lanzaron el 20 de diciembre de 2023.
El 6 de junio de 2024 Netflix anuncia, que al igual que con sus precedesoras, estará a cargo de la distribución internacional de las películas, fijando fecha de estreno para el 22 de agosto del mismo año.. El 26 de julio el sitio de streaming libera una tráiler promocional de la película.  